# Валерија Костић Подгорска
Валерија Костић Подгорска (Сарајево, 24. август 1914 – Београд 24. новембар 1983). била је српски и југословенси геолог и научни савјетник.

## Биографија
Матурирала је у Сарајеву 1935. године. На Филозофском факултету у Београду дипломирала је 1939. геологију са палеонтологијом и минералогију са петрографијом. Докторску дисертацију Фауна и биостратиграфски односи пелеозојских творевина у околини Праче одбранила је 1956. на ПМФ-у у Београду. Била је суплемент гимназија у Лесковцу и Белој Паланци. Крајем 1944. почела је да ради као геолог у Геолошком институту у Београду. Године 1946. изабрана је за асистента на Геолошко-палеонтолошкој групи Филозофског факултета у Београду.
Од 1954. радила је у Геолошком институту ПМФ-а у Београду. За научног савјетника изабрана је 1975. године. Њена научноистраживачка област била је регионална геологија и палеонтологија, а посебно се бавила проучавањем палеозојских маринских фауна с освртом на проблематику палеозојских корала. Радила је на систематици и биостратиграфском проучавању девонских, карбонских и пермских макрофауна, највећим дијелом из БиХ и Црне Горе. Усавршавала се у палеонтолошким институтима у Паризу, Грацу и Тибингену (Њемачка). Објавила је више од 40 научних радова и саопштења.